# Liste der Einträge im National Register of Historic Places im Pottawattamie County

Lage des Pottawattamie County in Iowa

Die  Liste der Einträge im National Register of Historic Places im Pottawattamie County in Iowa führt alle Bauwerke und historischen Stätten im Pottawattamie County auf, die in das National Register of Historic Places aufgenommen wurden.

## Legende
| NRHP | Historic Place             |
| HD   | Historic District          |
| NHL  | National Historic Landmark |

## Aktuelle Einträge
| [ 2 ] | Name                                                    | Bild                                                    | Eintragsdatum        | Lage | Ort            | Beschreibung |
| ----- | ------------------------------------------------------- | ------------------------------------------------------- | -------------------- | --- | -------------- | --- |
| 1     | 100 Block of West Broadway Historic District            | 100 Block of West Broadway Historic District            | 2002 ID-Nr. 02000455 | Abgegrenzt durch West Broadway, 1st Street und 4th Street 41° 15′ 46″ N, 95° 50′ 42″ W                                                 | Council Bluffs | Aus 22 Geschäftshäusern bestehender historischer Distrikt                                                                               |
| 2     | Bennett Building                                        | Bennett Building                                        | 2001 ID-Nr. 01000861 | 405 West Broadway 41° 15′ 38″ N, 95° 50′ 57″ W                                                                                         | Council Bluffs | 1924 im Early Commercial genannten Baustil errichtetes Gebäude                                                                          |
| 3     | August Beresheim House                                  | August Beresheim House                                  | 1976 ID-Nr. 76000802 | 621 3rd Street 41° 15′ 16″ N, 95° 50′ 52″ W                                                                                            | Council Bluffs | 1899 errichtetes Wohnhaus |
| 4     | Jean and Inez Bregant House                             | Jean and Inez Bregant House                             | 2013 ID-Nr. 13000832 | 514 South 4th Street 41° 15′ 23,2″ N, 95° 51′ 0,6″ W                                                                                   | Council Bluffs | 1912 im Craftsman Style errichteter Bungalow                                                                                            |
| 5     | Carstens Farmstead                                      |                                                         | 1979 ID-Nr. 79000932 | IA 168 41° 28′ 57″ N, 95° 27′ 22″ W | Shelby         | 1872 angelegte Farm |
| 6     | Thomas E. Cavin House                                   | Thomas E. Cavin House                                   | 1984 ID-Nr. 84001306 | 150 Park Avenue 41° 15′ 36″ N, 95° 50′ 39″ W                                                                                           | Council Bluffs | 1887 in einem Stilmix aus Queen-Anne-Stil und Neugotik errichtetes Wohnhaus                                                             |
| 7     | Chevra B'nai Yisroel Synagogue                          | Chevra B'nai Yisroel Synagogue                          | 2007 ID-Nr. 07000113 | 618 Mynster Street 41° 15′ 52″ N, 95° 51′ 9″ W                                                                                         | Council Bluffs | 1931 errichtete Synagoge |
| 8     | Chicago, Rock Island & Pacific Railroad Passenger Depot | Chicago, Rock Island & Pacific Railroad Passenger Depot | 1995 ID-Nr. 95000856 | 1512 South Main Street 41° 14′ 49″ N, 95° 51′ 8″ W                                                                                     | Council Bluffs | 1899 im neuromanischen Stil errichtetes Bahnhofsgebäude der damaligen Rock Island Line; heute Museum                                    |
| 9     | Council Bluffs Free Public Library                      | Council Bluffs Free Public Library                      | 1999 ID-Nr. 99000048 | 200 Pearl Street 41° 15′ 29″ N, 95° 51′ 4″ W                                                                                           | Council Bluffs | 1905 im Beaux-Arts-Stil errichtete öffentliche Bibliothek                                                                               |
| 10    | Grenville M. Dodge House                                | Grenville M. Dodge House                                | 1966 ID-Nr. 66000338 | 605 South 3rd Street 41° 15′ 17″ N, 95° 50′ 50″ W                                                                                      | Council Bluffs | 1869 errichtetes Wohnhaus des Generals und Politikers Grenville M. Dodge. Im Jahr 1961 als National Historic Landmark eingestuft        |
| 11    | Ruth Anne Dodge Memorial                                | Ruth Anne Dodge Memorial                                | 1980 ID-Nr. 80001457 | Fairview Cemetery 41° 16′ 2″ N, 95° 50′ 51″ W                                                                                          | Council Bluffs | 1916–1918 errichtetes Denkmal |
| 12    | Eckle Round Barn                                        |                                                         | 1986 ID-Nr. 86001470 | Abseits des IA 168 41° 30′ 20″ N, 95° 29′ 37″ W                                                                                        | Shelby         | 1926 errichtete Rundscheune; Teil der MPS Iowa Round Barns                                                                              |
| 13    | German Bank Building of Walnut, Iowa                    | German Bank Building of Walnut, Iowa                    | 1991 ID-Nr. 91000536 | Junction of Highland and Central Sts. 41° 28′ 39″ N, 95° 13′ 20″ W                                                                     | Walnut         | 1916 im neoklassizistischen Stil errichtetes Bankgebäude                                                                                |
| 14    | Graceland Cemetery Chapel                               | Graceland Cemetery Chapel                               | 1986 ID-Nr. 86000873 | Graceland Cemetery, US 59 41° 29′ 32″ N, 95° 20′ 15″ W                                                                                 | Avoca          | 1875 im neugotischen Stil errichtete Friedhofskapelle                                                                                   |
| 15    | Hancock Savings Bank                                    |                                                         | 1983 ID-Nr. 83000401 | 311 Main Street 41° 23′ 27″ N, 95° 21′ 43″ W                                                                                           | Hancock        | 1896 errichtetes Bankgebäude |
| 16    | Haymarket Commercial Historic District                  | Haymarket Commercial Historic District                  | 1985 ID-Nr. 85000774 | South Main Street 41° 15′ 22″ N, 95° 51′ 25″ W                                                                                         | Council Bluffs | Aus 20 Geschäftsgebäuden bestehender historischer Distrikt im Stadtzentrum                                                              |
| 17    | Chieftain Hotel                                         | Chieftain Hotel                                         | 2014 ID-Nr. 14000286 | 38 Pearl Street 41° 15′ 35,6″ N, 95° 51′ 3,3″ W                                                                                        | Council Bluffs | 1927 errichtetes Hotel |
| 18    | Martin Hughes House                                     | Martin Hughes House                                     | 1984 ID-Nr. 84001310 | 903 3rd Street 41° 15′ 11″ N, 95° 50′ 53″ W                                                                                            | Council Bluffs | 1887–1888 im Queen-Anne-Stil errichtetes Wohnhaus                                                                                       |
| 19    | Hughes-Irons Motor Company                              | Hughes-Irons Motor Company                              | 2011 ID-Nr. 11000392 | 149-161 West Broadway 41° 15′ 45″ N, 95° 50′ 42″ W                                                                                     | Council Bluffs | 1917 errichtetes Fabrikgebäude |
| 20    | Thomas Jefferis House                                   | Thomas Jefferis House                                   | 1979 ID-Nr. 79000928 | 523 6th Avenue 41° 15′ 21″ N, 95° 51′ 7″ W                                                                                             | Council Bluffs | 1869 im Italianate-Stil errichtetes Wohnhaus                                                                                            |
| 21    | Lincoln-Fairview Historic District                      | Lincoln-Fairview Historic District                      | 2007 ID-Nr. 07000281 | Abgegrenzt durch West Kanesville Boulevard, Oakland Avenue, Fairview Cemetery und North 1st Street 41° 15′ 58,4″ N, 95° 50′ 51,5″ W    | Council Bluffs | Aus 264 Gebäuden bestehender historischer Distrikt                                                                                      |
| 22    | McCormick Harvesting Machine Company Building           | McCormick Harvesting Machine Company Building           | 2012 ID-Nr. 12000780 | 1001 South 6th Street 41° 15′ 8,8″ N, 95° 51′ 10,9″ W                                                                                  | Council Bluffs | 1894 errichtetes Fabrikgebäude |
| 23    | Charles Henry and Charlotte Norton House                | Charles Henry and Charlotte Norton House                | 2004 ID-Nr. 04001401 | 401 North Chestnut Street 41° 28′ 47″ N, 95° 20′ 11″ W                                                                                 | Avoca          | 1878 im Italianate-Stil errichtetes Wohnhaus                                                                                            |
| 24    | Park/Glen Avenues Historic District                     | Park/Glen Avenues Historic District                     | 2010 ID-Nr. 10000160 | 101-508 Glen Avenue, 102-471 Park Avenue, 209 und 301 West Pierce Street, 524 und 600 Huntington Avenue 41° 15′ 32″ N, 95° 50′ 37,6″ W | Council Bluffs | Aus Gebäuden im spätviktorianischen und im Federal Style bestehender historischer Distrikt                                              |
| 25    | Pioneer Implement Company                               | Pioneer Implement Company                               | 2008 ID-Nr. 08000357 | 1000 South Main Street 41° 15′ 8,8″ N, 95° 51′ 5,9″ W                                                                                  | Council Bluffs | 1893 im spätviktorianischen Stil errichtetes Fabrikgebäude                                                                              |
| 26    | Pottawattamie County Jail                               | Pottawattamie County Jail                               | 1972 ID-Nr. 72000481 | 226 Pearl Street 41° 16′ 35″ N, 95° 50′ 39″ W                                                                                          | Council Bluffs | 1885 errichtetes Gefängnis; heute Museum                                                                                                |
| 27    | Pottawattamie County Sub Courthouse                     | Pottawattamie County Sub Courthouse                     | 1981 ID-Nr. 81000265 | Elm Street 41° 28′ 41″ N, 95° 20′ 19″ W                                                                                                | Avoca          | 1885 errichtetes Gerichts- und Verwaltungsgebäude des östlichen Teils des Pottawattamie County; Teil der MPS County Courthouses in Iowa |
| 28    | Reverend Little's Young Ladies Seminary                 | Reverend Little's Young Ladies Seminary                 | 1982 ID-Nr. 82002637 | 541 6th Avenue 41° 15′ 22″ N, 95° 51′ 8″ W                                                                                             | Council Bluffs | 1867 im Italianate-Stil errichtete Schule für junge Frauen                                                                              |
| 29    | St. Peter's Church and Rectory                          | St. Peter's Church and Rectory                          | 1992 ID-Nr. 92000923 | 1 Bluff Street 41° 15′ 37″ N, 95° 50′ 50″ W                                                                                            | Council Bluffs | 1895 im neugotischen Stil errichtete katholische Kirche                                                                                 |
| 30    | Sandwich–Marseilles Manufacturing Building              | Sandwich–Marseilles Manufacturing Building              | 2014 ID-Nr. 14000253 | 1216–1230 South Main Street 41° 14′ 59,4″ N, 95° 51′ 7,1″ W                                                                            | Council Bluffs | früheres Fabrikgebäude |
| 31    | John J. and Agnes Shea House                            | John J. and Agnes Shea House                            | 1995 ID-Nr. 95001315 | 309 South 8th Street 41° 15′ 29″ N, 95° 51′ 19″ W                                                                                      | Council Bluffs | 1888 im Queen-Anne-Stil errichtetes Wohnhaus                                                                                            |
| 32    | State Savings Bank                                      | State Savings Bank                                      | 1984 ID-Nr. 84001312 | 509 West Broadway 41° 15′ 39″ N, 95° 51′ 2″ W                                                                                          | Council Bluffs | 1946–1947 im Stil des Art déco errichtetes Bankgebäude                                                                                  |
| 33    | Lysander Tulleys House                                  | Lysander Tulleys House                                  | 1979 ID-Nr. 79000929 | 151 Park Avenue 41° 15′ 37″ N, 95° 50′ 38″ W                                                                                           | Council Bluffs | 1877 im viktorianischen Stil errichtetes Wohnhaus                                                                                       |
| 34    | Francis A. and Rose M. Turner House                     |                                                         | 1997 ID-Nr. 96001583 | 1004 Cherry Street 41° 30′ 6″ N, 95° 20′ 6″ W                                                                                          | Avoca          | 1905 im neoklassizistischen Stil errichtetes Wohnhaus                                                                                   |
| 35    | O.P. Wickham House                                      | O.P. Wickham House                                      | 1979 ID-Nr. 79000930 | 616 South 7th Street 41° 15′ 19″ N, 95° 51′ 17″ W                                                                                      | Council Bluffs | 1888 im Queen-Anne-Stil errichtetes Wohnhaus                                                                                            |
| 36    | Wickham-De Vol House                                    | Wickham-De Vol House                                    | 1995 ID-Nr. 95000557 | 332 Willow Avenue 41° 15′ 30″ N, 95° 50′ 54″ W                                                                                         | Council Bluffs | 1878 errichtetes Wohnhaus |
| 37    | Willow-Bluff-3rd Street Historic District               | Willow-Bluff-3rd Street Historic District               | 2005 ID-Nr. 05001019 | Abgegrenzt durch Worth Avenue, High School Avenue, Clark Avenue und die Bluff Street 41° 15′ 24″ N, 95° 50′ 51″ W                      | Council Bluffs | Aus 159 Gebäuden verschiedener Baustile bestehendes Wohnviertel                                                                         |
| 38    | Y.M.C.A. Building                                       | Y.M.C.A. Building                                       | 1979 ID-Nr. 79000931 | 628 1st Avenue 41° 15′ 37″ N, 95° 51′ 13″ W                                                                                            | Council Bluffs | 1908–1909 errichtetes Gebäude |

## Frühere Einträge
| [ 2 ] | Name               | Bild               | Eintragsdatum        | Lage                                                                                      | Ort            | Beschreibung |
| ----- | ------------------ | ------------------ | -------------------- | ----------------------------------------------------------------------------------------- | -------------- | --- |
| 1     | Ogden House        |                    | 1976 ID-Nr. 76000803 | 169 West Broadway 41° 15′ 43,9″ N, 95° 50′ 44,2″ W                                        | Council Bluffs | Im Jahr 2007 aus dem Register gestrichen                                                                                     |
| 2     | South Omaha Bridge | South Omaha Bridge | 1992 ID-Nr. 92000742 | Brücke des US 275 bzw. des NE 92/IA 92 über den Missouri 41° 12′ 39,3″ N, 95° 55′ 33,7″ W | Council Bluffs | 1936 errichtete Fachwerkbrücke; im Jahr 2010 abgerissen und durch eine neue Brücke ersetzt; 2011 aus dem Register gestrichen |